# Sayur Maincat (Barumun)
Sayur Maincat is een bestuurslaag in het regentschap Padang Lawas van de provincie Noord-Sumatra, Indonesië. Sayur Maincat telt 1475 inwoners (volkstelling 2010).